# Baza podataka opasnih materija
Baza podataka opasnih materija (engl. Hazardous Substances Data Bank, HSDB) je toksikološka baza podataka pri Američkoj nacionalnoj medicinskoj biblioteci (NLM). Ona je deo toksikološke mreže podatak (TOXNET). Njen fokus je na toksikologiji potencijalno opasnih hemikalija, i obuhvata informacije o ljudskom izlaganju, industrijskoj higijeni, procedure za rukovanje hitnim slučajevima, posledice po životnu sredinu, regulatorne zahteve, i srodne oblasti. Svi podaci su referencirani i izvedeni iz reprezentativne selekcije knjiga, vladinih dokumenata, tehničkih izveštaja, i izabrane primarne literature. Sve unose recenzira naučni panel (SRP), čiji članovi predstavljaju spektar profesija i interesa.

## Literatura
- Fact Sheet – Hazardous Substances Data Bank (HSDB), National Library of Medicine, septembar 2006, Приступљено 29. 8. 2009.